# Červené blato
Červené blato je národní přírodní rezervace a evropsky významná lokalita ležící na okraji CHKO Třeboňsko jihovýchodně od Šalmanovic. Národní přírodní rezervace se rozkládá na pomezí okresů České Budějovice a Jindřichův Hradec na třech katastrálních územích: Byňov, Těšínov a Hrdlořezy u Suchdola nad Lužnicí.

## Historie
Na území rezervace se od roku 1774 těžila rašelina pro blízkou sklářskou huť. Těžba rašeliny byla ukončena ve 20. století. V roce 1953 bylo území rašeliniště vyhlášeno rezervací sloužící zejména k ochraně přirozeného krajinného pokryvu. Rozloha rezervace je 403 ha.

## Vegetace
Celé území je protkáno sítí kanálů a stružek, které během těžby rašeliny sloužily k odvádění vody. Nyní je odvodňovací systém zahrazován, aby voda zůstávala v území a zůstal tak zachován krajinný ráz tundry. Vegetace území je tvořena zejména borovicí blatkou (Pinus uncinata subsp. uliginosa), rojovníkem bahenním (Rhododendron tomentosum), suchopýrem pochvatým (Eriophorum vaginatum), borůvkou (Vaccinium myrtillus) a brusinkou (Vaccinium vitis-idaea). Na některých místech roste klikva bahenní (Vaccinium oxycoccos) a lze zde najít i některé vzácné druhy jako například rosnatka okrouhlolistá (Drosera rotundifolia).

## Přístup
Přístup do rezervace je možný ze silnice II/154 spojující Nové Hrady a Třeboň. Jihovýchodně od osady Jiříkovo Údolí je odbočka vpravo a malé parkoviště. Územím rezervace je vedena naučná stezka informující návštěvníky o zajímavostech území. Na podmáčených a vratkých místech je stezka tvořena podvalovým chodníčkem, který dotváří unikátní atmosféru severské tundry.

## Galerie

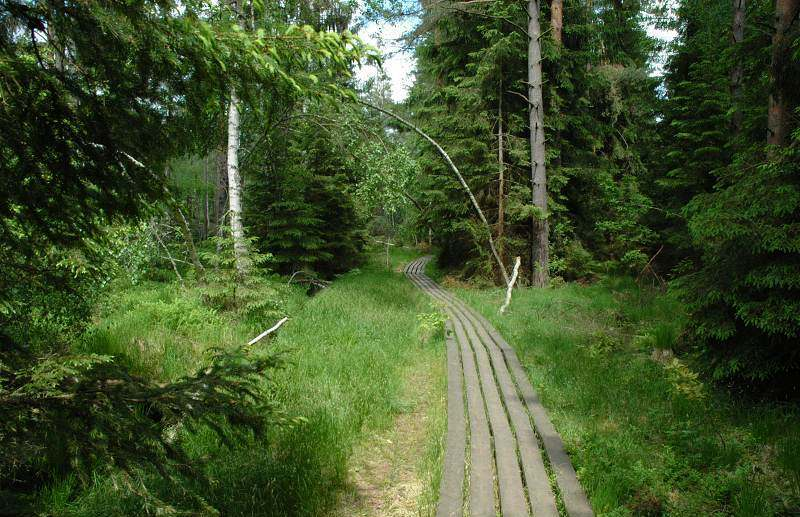
Chodníček
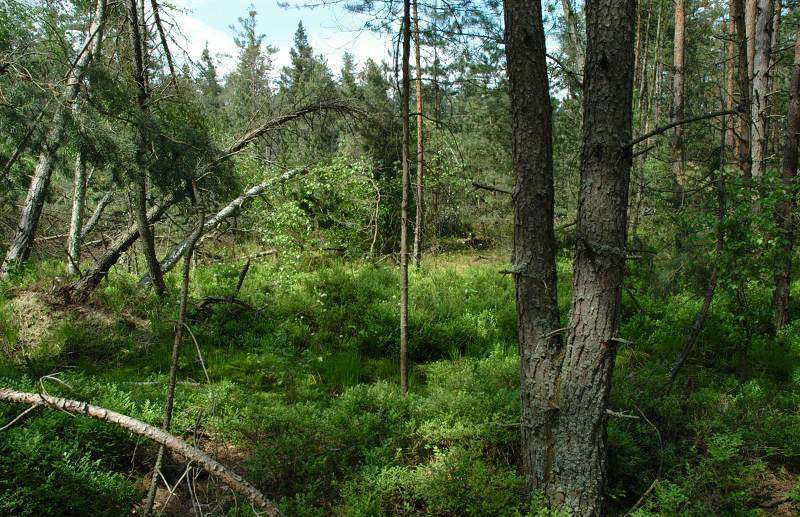
Pohled do porostu
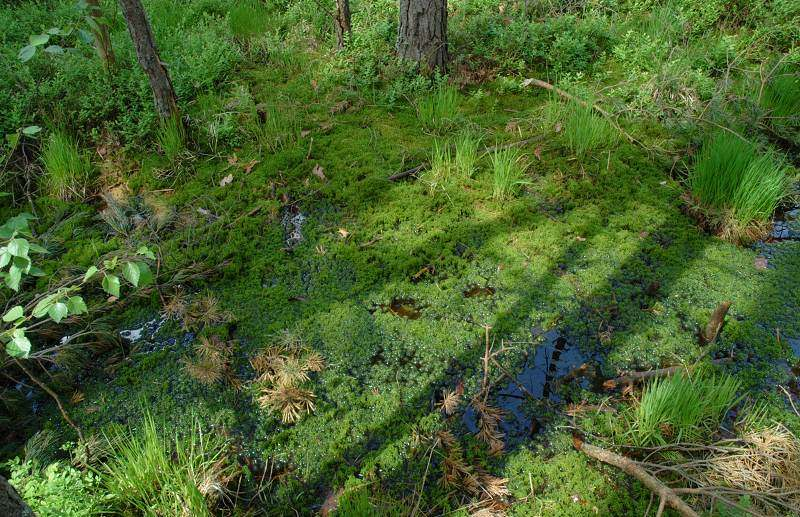
Rašeliník
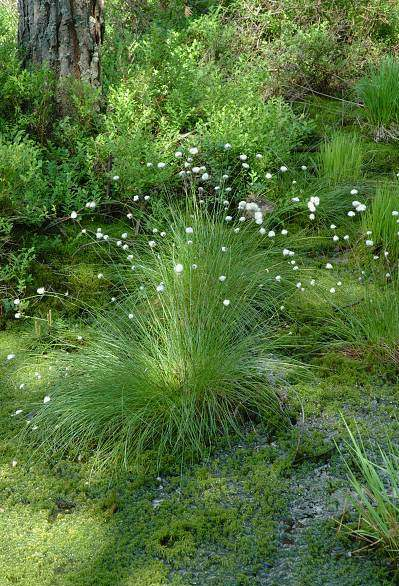
Suchopýr pochvatý
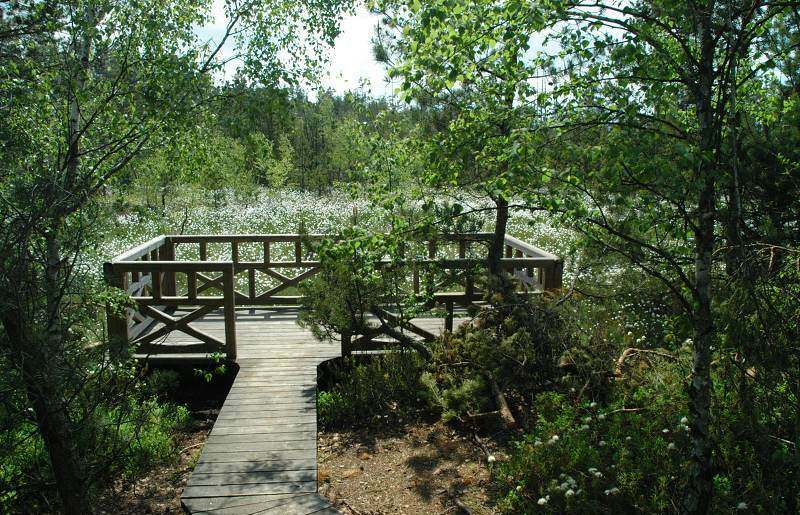
Vyhlídka do rašeliniště
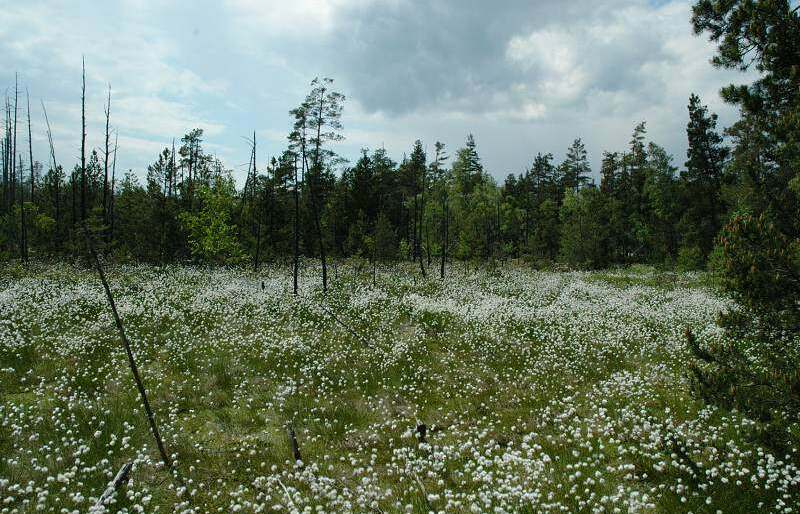
Pohled z vyhlídky
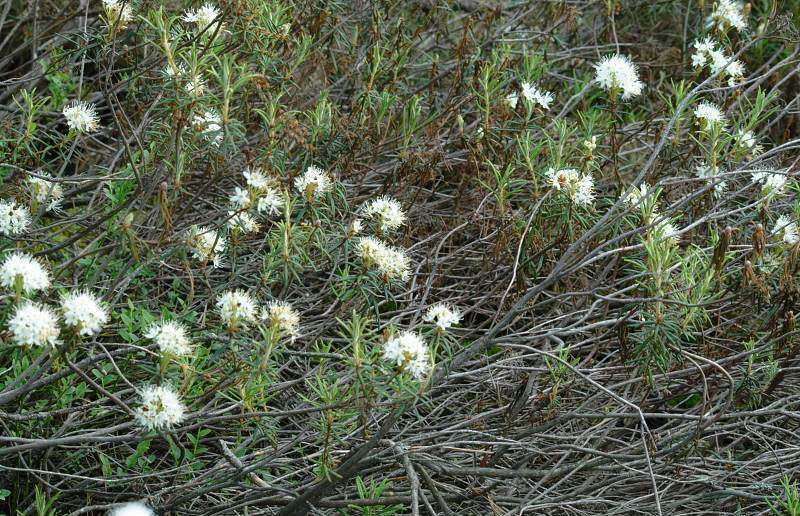
Rojovník bahenní
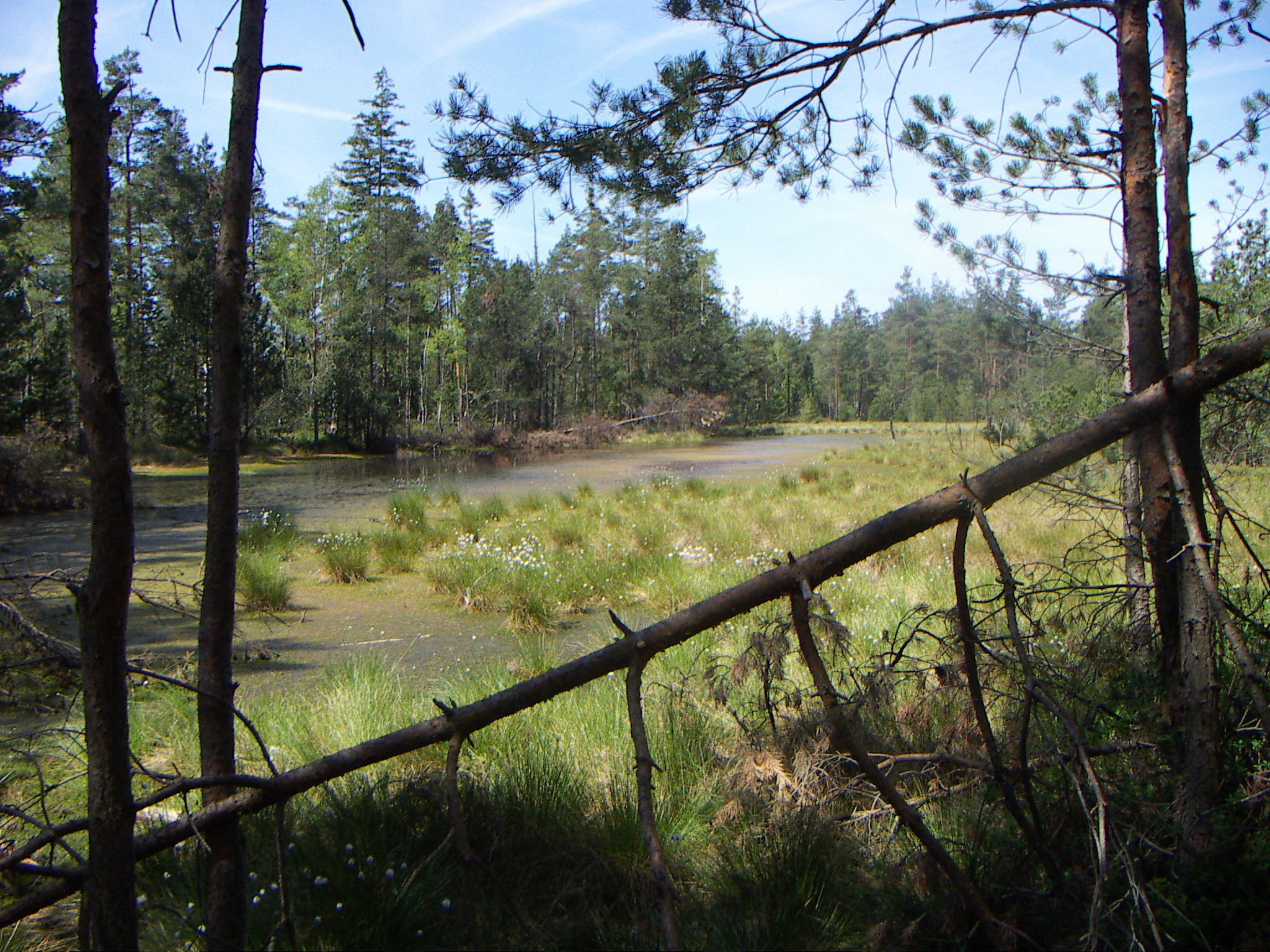
Jezero